# Teonas de Alexandria
Teonas (em grego clássico: Θεωνάς; romaniz.: Theonás) foi 16º papa de Alexandria entre 282 e 300, contemporâneo dos imperadores Caro (r. 282–283), Numeriano (r. 283–284) e Diocleciano (r. 284–305). Usufruiu de período de tolerância religiosa no qual não houve perseguições aos cristãos.

## Vida
Teonas aparece pela primeira vez em data incerta, quando era diretor da Escola Catequética de Alexandria em sucessão de Dionísio (r. 248–265). Em 282, poucos meses após a morte de Máximo (r. 265–282), assumiu o papado. Ordenou Áquila e Piério presbíteros e nomeou o último, ou ambos, à direção da escola catequética. Sobreviveu suposta carta sua a Luciano, prepósito dos cubiculários (camareiros) do imperador Diocleciano (r. 284–305), mas a historiografia moderna a vê como falsificação.
Teonas é celebrado no Martirológio Romano em 27 de agosto e no sinaxário árabo-copta em 12 de dezembro (2 de Quiaque), a data de sua morte segundo Aziz S. Atiya. Atanásio cita, em sua apologia a Constantino (r. 306–337), uma igreja dedicada a ele por seu predecessor Alexandre; o edifício também é aludido nos Atos dos Santos Pacômio e Teodoro. Foi chamado de "Pilar da Igreja" por Eusébio de Cesareia.

## Carta de Teonas

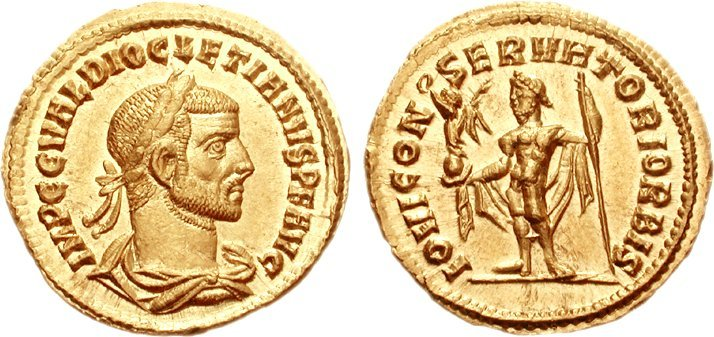
Áureo de Diocleciano r.

A carta, publicada pela primeira vez no século XVII por certo D'Archy e traduzida no século XIX, inicia com o seguinte preâmbulo: "A paz que as igrejas agora desfrutam é concedida para tal fim, para que as boas obras dos cristãos possam brilhar diante dos pagãos, e que, portanto, nosso Pai que está no céu possa ser glorificado." Nela se sustenta que cristão a serviço do Estado deveria cumprir seus deveres com humildade como modelo à vista do príncipe e outras autoridades. Deve evitar suborno, avareza, ganho indigno e duplicidade, nunca deve usar a linguagem má ou imodesta, mas lidar com os outros gentilmente, com cortesia e com a justiça, deve cumprir suas tarefas com medo de Deus e amor para com o imperador e deve colocar paciência como um manto.
Após várias exortações, a carta entra nos detalhes do desempenho esperado de um sujeito cristão num posto específico. O guardião da bolsa privada deve manter meticulosamente um registro completo de suas relatos, "nunca confiando na memória"; o guardião das vestes e ornamentos deve ter registro completo de sua confiança com a capacidade de encontrar o paradeiro de cada artigo sem dificuldade. Depois fala do posto de bibliotecário do palácio, que parece ter estado vago na época, na esperança de que pudesse ser preenchido por um cristão. O candidato deve ter conhecimento sobre livros e todos os detalhes relativos à biblioteconomia, deve estar familiarizado com os principais oradores, poetas e historiadores da Antiguidade, em prontidão para fornecer ao imperador as suas exigências e deve adquirir volumes como a Septuaginta e os códices manuscritos de obras relacionadas a Cristo, na esperança de que pudesse ser chamado para lê-los ao imperador e outras autoridades, introduzindo a fé aos círculos internos da corte. Todos os servos cristãos na administração devem estar sempre limpos, arrumados, "radiantes" e respeitosos.